# Apalachicola River
Apalachicola River er en 269 km lang flod der løber i  Florida i USA. Den har et afvandingsområde på 50.505 km², og dannes ved sammenløbet af de to  floder  Chattahoochee River og Flint River i den opstemmede  Lake Seminole, ved  Chattahoochee  ved grænsen  til staten Georgia.
Apalachicola River løber  hovedsagelig mod syd, og de sidste 50 km består gennem sumpområder.